# Pauwels sauzen-Vastgoedservice Continental Team
Das Pauwels sauzen-Vastgoedservice Continental Team war ein belgisches Radsportteam mit Sitz in Olen.
Die Mannschaft wurde 2014 gegründet und nahm als Continental Team an den UCI Continental Circuits teil. Manager war Geert Vanhoof, der von den Sportlichen Leitern Bob De Cnodder, Roger Loysch, Johan Verstrepen und Stijn Van Hout unterstützt wurde. Nach Ablauf der Saison 2019 wurde die Mannschaft nicht mehr bei der UCI registriert.

## Saison 2017

### Erfolge in der UCI Europe Tour
| Datum     | Rennen                 | Kat. | Sieger          |
| --------- | ---------------------- | ---- | --------------- |
| 22. April | Arno Wallaard Memorial | 1.2  | Timothy Stevens |

### Nationale Straßen-Radsportmeister
| Datum      | Rennen                                        | Sieger             |
| ---------- | --------------------------------------------- | ------------------ |
| 13. August | Belgische Meisterschaft – Straßenrennen (U23) | Jordi Van Dingenen |

### Mannschaft
| Teamkader 2017                            | Teamkader 2017    | Teamkader 2017 | Teamkader 2017                               |
| Name                                      | Geburtsdatum      | Land           | Vorheriges Team                              |
| ----------------------------------------- | ----------------- | -------------- | -------------------------------------------- |
| Jens Adams                                | 5. Juni 1992      | Belgien        | BKCP-Powerplus (2013)                        |
| David Boucher                             | 17. März 1980     | Belgien        | FDJ (2015)                                   |
| Brecht Dhaene                             | 29. November 1988 | Belgien        | Verandas Willems (2016)                      |
| Gerry Druyts                              | 30. Januar 1991   | Belgien        | Team 3M (2014)                               |
| Alexander Geuens                          | 5. September 1994 | Belgien        | Lotto-Soudal U23 (2015)                      |
| Barry Markus                              | 17. Juli 1991     | Niederlande    | Roompot-Oranje Peloton (2016)                |
| Rob Peeters                               | 2. Juli 1985      | Belgien        | Telenet-Fidea (2013)                         |
| Yannick Peeters                           | 15. November 1996 | Belgien        | Acrog-Balen BC (2014)                        |
| Jelle Schuermans                          | 3. Dezember 1996  | Belgien        |                                              |
| Timothy Stevens                           | 26. März 1989     | Belgien        | Team 3M (2014)                               |
| Louis Verhelst                            | 28. August 1990   | Belgien        | Roubaix Métropole européenne de Lille (2016) |
| Sieben Wouters                            | 23. Juni 1996     | Niederlande    | Rabobank Development (2016)                  |
| Michael Boroš                             | 9. August 1992    | Tschechien     |                                              |
| Tom Bosmans                               | 24. Oktober 1994  | Belgien        |                                              |
| Dieter Bouvry                             | 31. Juli 1992     | Belgien        | Roubaix Métropole européenne de Lille (2016) |
| Rob Leemans                               | 1. Juli 1993      | Belgien        | SEG Racing (2015)                            |
| Arjen Livyns                              | 1. September 1994 | Belgien        | VL Technics-Experza-Abutriek (2016)          |
| Brent Van De Kerkhove                     | 12. Oktober 1994  | Belgien        | Colba-Superano Ham (2013)                    |
| Jordi Van Dingenen                        | 18. Juni 1996     | Belgien        |                                              |
| Joachim Vanreyten (1. Jan.–1. Jul.)       | 31. August 1994   | Belgien        | Lotto-Soudal U23 (2016)                      |
|                                           |                   |                |                                              |
| Quellen: ProCyclingStats Cycling Quotient |                   |                |                                              |

## Platzierungen in UCI-Ranglisten
UCI Asia Tour
| Saison    | Mannschaftswertung | Fahrerwertung        |
| --------- | ------------------ | -------------------- |
| 2014      | 57.                | Kevin Peeters (102.) |
| 2015-2016 | -                  | -                    |

UCI Europe Tour
| Saison | Mannschaftswertung | Fahrerwertung         |
| ------ | ------------------ | --------------------- |
| 2014   | 71.                | Kevin Peeters (233.)  |
| 2015   | 71.                | Tim Merlier (315.)    |
| 2016   | 17.                | Xandro Meurisse (47.) |